# Lophaster verrilli
Lophaster verrilli is een zeester uit de familie Solasteridae.
De wetenschappelijke naam van de soort werd in 1938 gepubliceerd door Austin Hobart Clark.